# 日本カトリック神学院

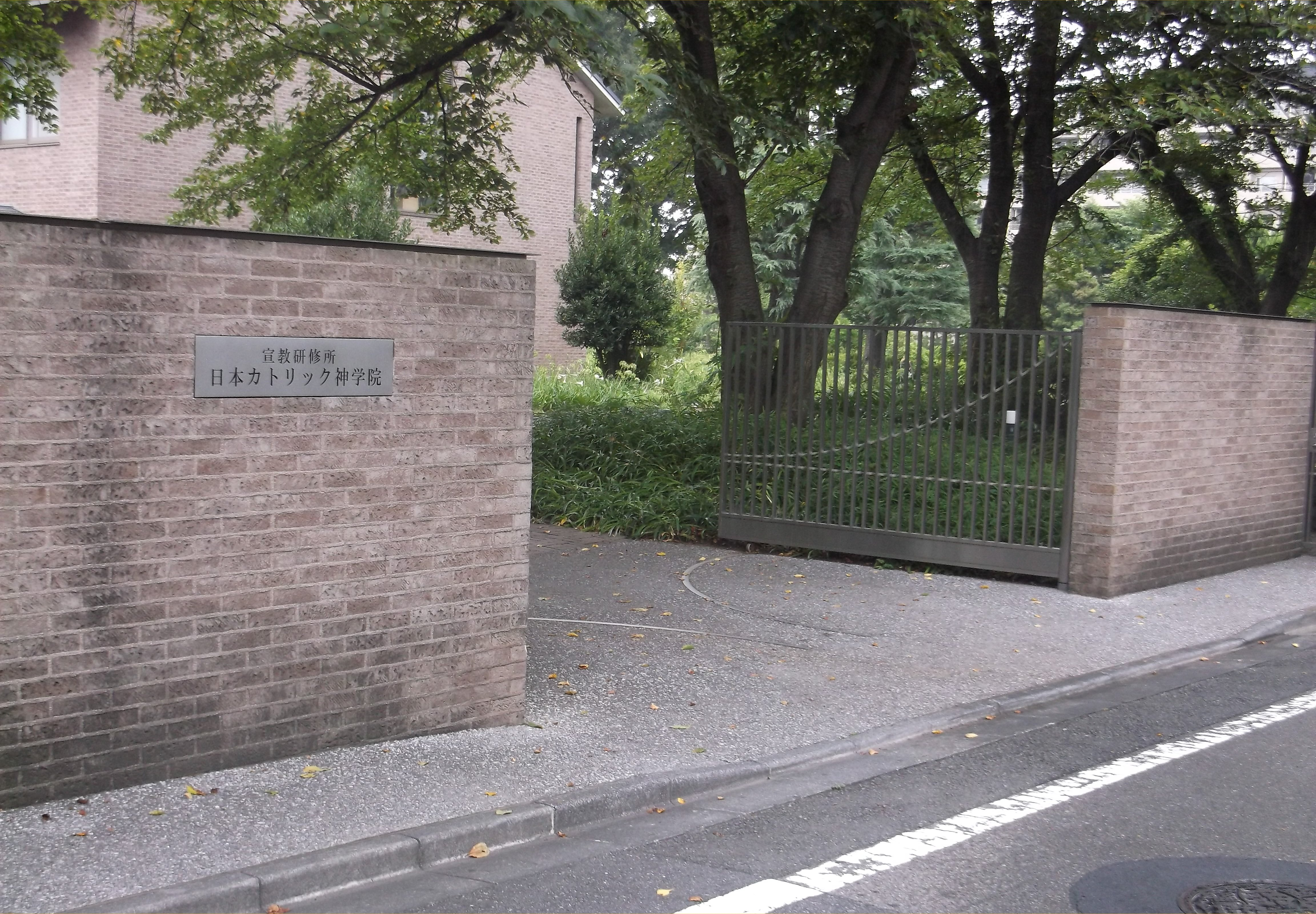
日本カトリック神学院東京キャンパス入り口。(練馬区)

日本カトリック神学院（にほんカトリックしんがくいん）は、東京都練馬区にあるキリスト教（カトリック）の神学校である。2024年4月、東京教会管区、大阪・髙松教会管区、長崎教会管区の共立神学校として、再統合された日本カトリック神学院が発足。福岡で養成されていた神学生も東京に在籍することになった。2024年12月現在、神学生数は23名（修道会から通学する聴講生4名を含む）。

## 概要
2024年3月7日、教皇庁福音宣教省は日本カトリック神学院設立を認可。東京と福岡の2つの神学校を再度統合し、福岡カトリック神学院を閉校、東京カトリック神学院が「日本カトリック神学院」となった。入学資格は、原則として高校卒程度以上の学力を有し、洗礼後3年以上経過しており、教区司祭（修道会司祭・宣教会司祭）を目指す22歳以上40歳までの独身の男子カトリック信徒（修道者が入学する場合もある。尚、配偶者と死別している場合は独身である。扶養家族がいる場合は許可されない、ただし、助祭叙階後に終身助祭には結婚が許される場合がある。）。さらに、所属している小教区の主任司祭の推薦と教区の司教の面接・推薦が必要。養成期間は教会法の規定により7年間。
現在の院長は、東京教区司祭の稲川圭三神父。年に一度、「ザビエル祭」という名で神学院祭（ミサやバザー、神学院ツアーなど）が行われている。

## 沿革
旧東京カトリック神学院と福岡にあった旧聖スルピス大神学院の2校が統合・合併され、2009年に開校。2012年4月1日、カトリック中央協議会の組織として運営される。2019年4月、日本カトリック神学院は再度２校に分割され、東京と福岡にそれぞれ諸教区共立神学校（Inter-Diocesan Seminary）として東京カトリック神学院と福岡カトリック神学院が設立された。
2009年4月から2019年3月までは、旧東京カトリック神学院の校舎を東京キャンパス、旧聖スルピス大神学院の校舎を福岡キャンパスとし、学科・学年によりいずれかのキャンパスで学習していた。東京キャンパスでは、哲学科1･2年生、および助祭（神学科4年）の養成、福岡キャンパスでは、神学科1・2・3年生の養成が行われた。
2019年4月、日本カトリック神学院は東京カトリック神学院と福岡カトリック神学院に再度分離・分割され、2024年3月に再統合されるまで、福岡カトリック神学院では、長崎教会管区（長崎大司教区、福岡司教区、大分司教区、鹿児島司教区、那覇司教区）の司祭養成が行われ、東京カトリック神学院ではそれ以外の教会管区の司祭養成が行われていた。

### 年表
- 1872年 - 東京の番町にてラテン学校として発足。のちに築地、関口に移転。
- 1929年 - 上石神井に東京公教大神学校（聖フランシスコ・ザベリオ神学校）として確立。
- 1948年 - （旧）東京カトリック神学院（諸教区神学校）としてバチカンの布教聖省認可（2月）。この年には（旧）東京カトリック神学院とは別に聖スルピス大神学院も創立。
- 1970年 - 日本カトリック司教団による直接運営となる。
- 2009年 - （旧）東京カトリック神学院と聖スルピス大神学院が合同し、日本カトリック神学院が開校。（旧）東京カトリック神学院は東京キャンパス、聖スルピス大神学院は福岡キャンパスとなる[7]。
- 2019年 - 日本カトリック神学院の東京キャンパスが東京カトリック神学院に、福岡キャンパスが福岡カトリック神学院となる[6]。
- 2024年 - 東京と福岡の2つの神学校を再度統合し、東京カトリック神学院が日本カトリック神学院となる[8]。

## 関連書籍
- 『神学院通信』第6号，2014年7月1日，日本カトリック神学院